# Noyemberyan
Noyemberyan (armenio: Նոյեմբերյան) es una comunidad urbana de Armenia perteneciente a la provincia de Tavush.
En 2011 tiene 5310 habitantes.
Se conoce su existencia desde el siglo XIII. Antes de 1937 su nombre era Barana, pero adoptó el topónimo actual para conmemorar la Revolución de Octubre, que según el calendario gregoriano tuvo lugar en noviembre. La localidad se halla en una importante zona agrícola con producción de frutas, tabaco, vino, apicultura y grano. Cuenta también con minas de hierro y cobre.
Se ubica sobre la carretera M16 en la esquina nororiental del país, a unos 5 km de la frontera con Azerbaiyán.